# ماتيو جريبيل
ماتيو جريبيل (بالفرنسية: Mathieu Grébille)‏ مواليد 6 أكتوبر 1991 في باريس، هو لاعب كرة يد فرنسي يلعب كظهير أيسر. يلعب حاليا مع نادي مونبلييه لكرة اليد ويحمل الرقم 10. مثل منتخب فرنسا لكرة اليد. شارك في دورة الألعاب الأولمبية الصيفية سنة 2016. حقق المركز الأول في بطولة العالم لكرة اليد للرجال 2015.

## الميداليات
| الميدالية | المسابقة                           |
| --------- | ---------------------------------- |
| فضية      | الألعاب الأولمبية الصيفية 2016     |
| ذهبية     | بطولة العالم لكرة اليد للرجال 2015 |
| ذهبية     | بطولة أوروبا لكرة اليد للرجال 2014 |

## روابط خارجية
- ماتيو جريبيل على موقع الاتحاد الأوروبي لكرة اليد (الإنجليزية)
- ماتيو جريبيل على موقع الاتحاد الفرنسي لكرة اليد (الفرنسية)
- ماتيو جريبيل على موقع أوليمبيديا (الإنجليزية)
- ماتيو جريبيل على موقع اللجنة الأولمبية الفرنسية (مؤرشف) (الفرنسية)